# یواس‌اس موری (دی‌دی-۵۷۶)
یواس‌اس موری (دی‌دی-۵۷۶) (به انگلیسی: USS Murray (DD-576)) یک کشتی است که طول آن 376 ft 6 in (114.7 m) می‌باشد. این کشتی در سال ۱۹۴۲ ساخته شد.